# Батько Вепр
«Ба́тько Вепр» — роман британського письменника у жанрі гумористичного фентезі Террі Пратчетта, 20 роман у серії Дискосвіт, 4 у циклі Смерть. Вперше опублікований у 1996 році британським видавництвом Victor Gollancz. Роман займає 137 місце у списку «200 найкращих книг за версією BBC» це є 15 книгою у цьому переліку авторства пера Пратчетта.
У 2006 році британська телекомпанія Sky1 екранізувала роман, знявши двосерійний фільм «Terry Pratchett's Hogfather», що виграв нагороду за інтерактивність на премії BAFTA TV Awards 2007 за використання інтерактивних опцій, доступних на цифровому телебаченні.
Попереднім романом за публікацією є «Глиняні Ноги», за циклом Смерть — «Душевна Музика». Наступним у тому ж переліку публікації став роман 1997 року «Jingo» з циклу «Міська Варта», а у циклі «Крадій Часу» 2001 року.
Українською роман видано Видавництвом Старого Лева, що має ексклюзивні права на видання серії Дискосвіт з 2017 року. На початку 2019 стало відомо українську назву роману, а в грудні того ж року було видано.

## Сюжет
Вепроніч — чарівний час, коли до всіх чемних дітей приходить добродушний товстун-веселун Батько Вепр. Він залазить у домівки через димар, залишає подарунки у панчохах, розвішаних на каміні, частується хересом і печивом та, звісно ж, примовляє «Хо-хо-хо!», проте все змінюється того дня коли колективні «Аудитори дійсності» — істоти, які стежать за Дискосвітом, щоб переконатися, що все підкорюється правилам, вирішують ліквідувати Батька Вепра, подібного до фігури Святого Миколая чи Санти Клауса. Аудитори не мають права втручатися в хід часу, тому платять лорду Дауні — безпосередньо головному Найманцю Гільдії Вбивць (з великої літери через те, що більшість представників у гільдії вважають себе джентльменами і вищими за вуличних головорізів), щоб вони замість Аудиторів вбили Батька. Завдання дається пану Джонатану Часначаю (або як він неодноразово зазначає Часу-не-чаю), який має репутацію безжалісності та креативності рішень. Він залучає на допомогу деяких гангстерів: Сітку, здорованя Банджо Білоліла, Котяче Око, Персика та Середнього Дейва. Найманці планують знайти Зубну Фею, а опісля використати її магію, щоб проникнути в її царство і викрасти всі зібрані дитячі зуби. Маючи ці зуби, Часначай здатний керувати всіма дітьми у світі Диска, наказуючи їм більше не вірити в Батька Вепра.
Знаючи, що Батько Вепр також відповідає за схід сонця, головний персонаж циклу Смерть намагається зберегти віру у нього, одягаючись у Батька і виконуючи його роль, у цьому Смерті допомагає Альфред — його дворецький. Оскільки він не в змозі перемогти пана Часначая, який мешкає у царстві, створеному дитячою вірою, де смерті (а отже, і героя Смерті) не існує, він з'являється на місці роботи своєї онуки, одягнений як Батько. Як він і планував, Сюзен Стогелітська, попередня героїня роману «Душевна Музика» вже доросла дівчина, не може протистояти цікавості і намагається знайти Батька Вепра. Вона відвідує Замок Кісток де знаходить «О Боже Похмілля» на ім'я Сушняк. Намагаючись вилікувати Сушняка від похмілля, Сюзен відвідує Невидну Академію — де виявляється, що кілька малих богів і істот (у тому числі Сушняк) створюються через велику кількість надмірної віри у світі, спричинену зникненням Батька Вепра.
Сюзен та О Боже подорожують до царства Зубної Феї та розкривають наміри пана Часначая. Найманець нападає на Сюзен, використовуючи меч Смерті, але оскільки це не працює в такому царстві, Сюзен змогла здолати його і скинути з вежі, внаслідок чого злодій зникає. Потім їй вдається врятувати Батька Вепра, який повернувся до свого колишнього виду, від Аудиторів, які переслідують їх у вигляді хортів. Коли Сюзен повертається на своє робоче місце, Смерть пояснює, що трапилось з нею, протягом перегонів з Аудиторами, проте неочікувано перериває оповідь з появою Часначая, якого врешті-решт виходить вбити.

## Персонажі
- Смерть — у серії книг про Дискосвіт є персонажем чоловічого роду. Смерть рибалить, любить кошенят і смачні страви, мріє про відпустку і врешті просто виконує свою роботу: доправляє душі в інший світ. Крім цього, має власний цикл творів «Смерть» вперше з'явившись у романі «Морт» опісля продовжив власні пригоди у історії під назвою «Жнець» та «Душевна Музика». У більшості творів власного циклу Смерть постає спостерігачем та героєм оповіді, що намагається збагнути людське життя та звички. Має доньку Іззабел, онуку Сюзен Стогелітська та власну оселю Смерті з дворецьким Альфредом, де зберігаються годинники життєміри з іменами людей. У романі «Батько Вепр» намагається вкотре врятувати світ в протистоянні з Аудиторами дійсності, перетворившись в «Батька», намагаючись зберегти віру в нього.[5][6][7]
- Сюзен Стогелітська — онука Смерті, донька Іззабел та Морта — персонажів твору «Морт». Вперше з'являється у романі «Душевна музика» попередньому за хронологією циклу. Має цілковиту схожість з власним дідусем, що неодноразово вказується протягом двох романів, особливо вміння бачити магічні чи то чарівні речі, можливість виконувати роботу Смерті й бути власним дідусем в його Оселі, проте цурається цієї можливості, намагаючись вірити у реальність, працює гувернанткою.[7]
- Часначай — (або як він неодноразово називає себе Часу-не-чаю) персонаж має репутацію безжалісності та креативності рішень і є найманцем у Гільдії Вбивць.
- Альберт — дворецький оселі Смерті
- Чарівники Невидної Академії — (Архіректор Ридикуль, Декан, Викладач Новітніх Рун)
- Батько Вепр — аналог Святого Миколая чи то Санти Клауса.
- Ґном Модо — садівник в Невидній Академії
- Сітка, Банджо Білоліла, Котяче Око, Персик та Середній Дейв — гангстери яких наймав Часначай
- Смерть Щурів — один із видів Смерті, що з'являється у романі «Жнець».
- Лорд Дауні — Головний Найманець Гільдії Вбивць
- О Боже Похмілля (Сушняк) — один із малих богів, що страждає від похмілля з усього світу.
- Капрал Ноббс — один із членів «Міської Варти», постійно курить недопалки, будь-яка сигарета у нього миттєво стає недопалком і відправляється за вухо. Має дивні звички, які показує його оточенню. Персонаж романів «Варта! Варта!», «Озброєні», «Глиняні Ноги»[8]